# Guitarra panzona

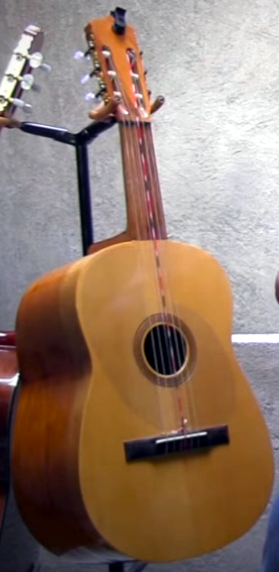
Guitarra panzona.

La guitarra panzona, guitarra túa ou guitarra blanca, est un type de guitare mexicaine à six cordes et à corps large. Cette guitare remplace parfois le guitarrón. Elle donne un rythme volumineux à la musique de Cali, accompagnant le violon, la guitare et la tamborita. 